# 尼西站
尼西站（：／ Nisŏ yŏk */?）曾为朝鲜铁路平義線上的一个车站，位于平安南道，废止时间不明。